# Landsat Island
Landsat Island (deutsch „Landsat-Insel“) ist eine kleine unbewohnte Insel, die 20 km entfernt von der Nordostküste Labradors (Kanada) liegt. Sie wurde erst 1976 bei der Analyse von Bildmaterial des Satelliten Landsat-1 entdeckt und umfasst lediglich eine Fläche von 25 m × 45 m, also 1125 m².

## Entdeckung
1976 wurde auf Grundlage der Satellitendaten eine kanadische Expedition gestartet, die die Existenz mehrerer zuvor unkartierter geografischer Merkmale, darunter auch Landsat Island, nachweisen konnte. Die Insel wurde daraufhin nach ihrem „Entdecker“, dem Landsat-Satelliten benannt. Frank Hall vom Hydrografischen Institut Kanada betrat die Insel, indem er von einem Hubschrauber aus hinabgelassen wurde. Dabei stellte sich heraus, dass die Insel komplett mit Eis bedeckt war. Hall geriet dabei in die unmittelbare Nähe eines Eisbären, der sich gerade auf der Insel befand, weshalb auch der Vorschlag aufkam, die Insel Polar Island (von engl. polar bear = Eisbär) zu nennen.

## Bedeutung
Landsat Island ist der östlichste Punkt der kanadischen Landmasse an der Labradorküste. Mit ihrer Entdeckung wuchsen die kanadischen Hoheitsgewässer um 68 km².